# Reina Roja (A través del espejo)
La Reina Roja es un personaje ficticio de la novela de fantasía de 1871 de Lewis Carroll A través del espejo. A menudo se la confunde con la Reina de Corazones del libro anterior Alicia en el país de las maravillas (1865), aunque las dos son muy diferentes.

## Descripción general
Como el motivo de A través del espejo es una representación del juego de ajedrez, la Reina Roja podría verse como un antagonista en la historia, ya que es la reina del lado opuesto a Alicia. A pesar de esto, su encuentro inicial es cordial, con la Reina Roja explicando las reglas del ajedrez con respecto a la promoción, específicamente el tema de que Alicia puede convertirse en reina al comenzar como un peón y llegar a la octava casilla en el extremo opuesto del tablero. Como reina en el juego de ajedrez, la Reina Roja puede moverse con rapidez y sin esfuerzo.
Más tarde, en el capítulo 9, la Reina Roja aparece con la Reina Blanca, planteando una serie de preguntas típicas del País de las Maravillas y del Espejo («Una rodaja dividida por un cuchillo: ¿cuánto da?»), y luego celebrando la promoción de Alicia de peón a reina. Cuando esa celebración sale mal, Alicia se vuelve contra la Reina Roja, a quién «consideraba la culpable de toda esa debacle», y la sacude hasta que la reina se transforma en el gatito mascota de Alicia. Al hacer esto, Alicia presenta un juego final, despertando del mundo de los sueños del espejo, al darse cuenta de su alucinación y «tomar» simbólicamente a la Reina Roja para hacer jaque mate al Rey Rojo.

## Confusión con la Reina de Corazones
La Reina Roja se confunde comúnmente con la Reina de Corazones del predecesor de la historia, Alicia en el país de las maravillas. Las dos comparten las características de ser reinas estrictas asociadas al color rojo. Sin embargo, sus personalidades son muy diferentes. De hecho, Carroll hizo la distinción entre las dos reinas al decir:

Me imaginé a la Reina de Corazones como una especie de encarnación de una pasión ingobernable: una Furia ciega y sin rumbo.
La Reina Roja la imaginé también como una Furia, pero de otro tipo; su pasión debe ser fría y tranquila, debe ser formal y estricta, pero no descortés; pedante hasta el décimo grado, la esencia concentrada de todas las institutrices.
Lewis Carroll, en «Alice on the Stage»

La película animada de 1951 Alicia en el país de las maravillas perpetúa la confusión de larga data entre la Reina Roja y la Reina de Corazones. En la película, la Reina de Corazones dice varias líneas de la Reina Roja; la más notable se basa en que «todas las formas aquí me pertenecen». Ambos personajes dicen esto para darse aires de importancia y de arrogancia, pero en el caso de la Reina Roja, tiene un doble significado ya que su condición de reina del Ajedrez significa que puede moverse en la dirección que desee.
Tanto en el videojuego American McGee's Alice como en la adaptación cinematográfica de Tim Burton, los personajes también se combinan, lo que lleva a una mayor confusión popular. Además, la canción de Jefferson Airplane «White Rabbit» contiene la letra «And the Red Queen's "off with her head!», otra instancia en donde se confunde a los dos personajes entre sí (ya que la frase «off with his/her head» («¡Que le corten la cabeza!») es pronunciada constantemente solo por la Reina de Corazones en Alicia en el país de las maravillas). Sin embargo, el videojuego de American McGee implica que después de que Alicia fuera llevada al manicomio, la Reina de Corazones y la Reina Roja se fusionaron.

## Usos adaptativos fuera de las artes
- La hipótesis de la Reina Roja es una hipótesis evolutiva tomada de la carrera de la Reina Roja en A través del espejo  planteada por el biólogo Leigh Van Valen en 1976. La hipótesis dice que las especies deben evolucionar continuamente para mantener su estatus frente a otras en la competición por la supervivencia.[4]
- El escritor científico Matt Ridley popularizó el término «la reina roja» en relación con la selección sexual con su libro The Red Queen: Sex and the Evolution of Human Nature de 1993.
- El «marketing de la reina roja» se define como la práctica empresarial de lanzar nuevos productos para reemplazar lanzamientos fallidos anteriores, mientras que las ventas generales de una marca pueden permanecer estáticas o el crecimiento es menos que incremental (Donald Kay Riker, 2009).[5]